# Koert Westerman
Koert Westerman (Rotterdam, 21 december 1964) is een Nederlandse sportpresentator en commentator bij ESPN.

## Carrière
Westerman studeerde Nederlandse Taal- en Letterkunde aan de Universiteit van Utrecht en werd daarna woordvoerder, communicatiestrateeg, copywriter en communicatie-adviseur. Westerman begon als beeldbandredacteur bij Sport 7 en toen die zender ter ziele ging stapte hij over naar SBS6 als voetbalverslaggever. Inmiddels werkt hij voor RTL.
Hij is als freelance journalist onder meer werkzaam als voice-over voor ESPN Eredivisie en presentator/commentator bij RTL 7. Westerman was de vaste vervanger van Wilfred Genee in het televisieprogramma VI. Daarnaast presenteerde hij het inmiddels opgeheven programma VI Vandaag. Hij was eerder verslaggever van Domino Day en doet dat ook bij onder meer voetbal, boksen en poker. Van 2013 tot 2022 was hij een vaste presentator bij het televisieprogramma RTL 7 Darts en sinds 2022 bij Viaplay Darts. Daarnaast was hij wekelijks te zien in RTL Darts: Bullseye op YouTube. In het programma hielden Westerman en Jacques Nieuwlaat provisorisch hun verhaal over belangrijke gebeurtenissen in de dartwereld. Sinds 2021 doen Westerman en Nieuwlaat dit via hun eigen podcast: de ‘Double Trouble Dartscast’. Als schrijvend journalist was Westerman werkzaam voor onder meer Voetbal International, Sport International en diverse golfmagazines. In 2021 is hij actief voor de Politieke Partij Code Oranje.

## Trivia
- In 2019 is een petitie opgezet om Koert Westerman het Eurovisiesongfestival 2020 in Nederland te laten presenteren.
- Bij de Tweede Kamerverkiezingen van 2021 was Westerman verkiesbaar voor de partij Code Oranje.[3]
- Zijn meest befaamde uitspraak is waarschijnlijk "Het is niet te geloven, het is niet te geloven", bij de ontknoping van de Eredivisie 2006/07, waarbij PSV alsnog kampioen werd. [4]